# Мариацкий костёл (Слупск)

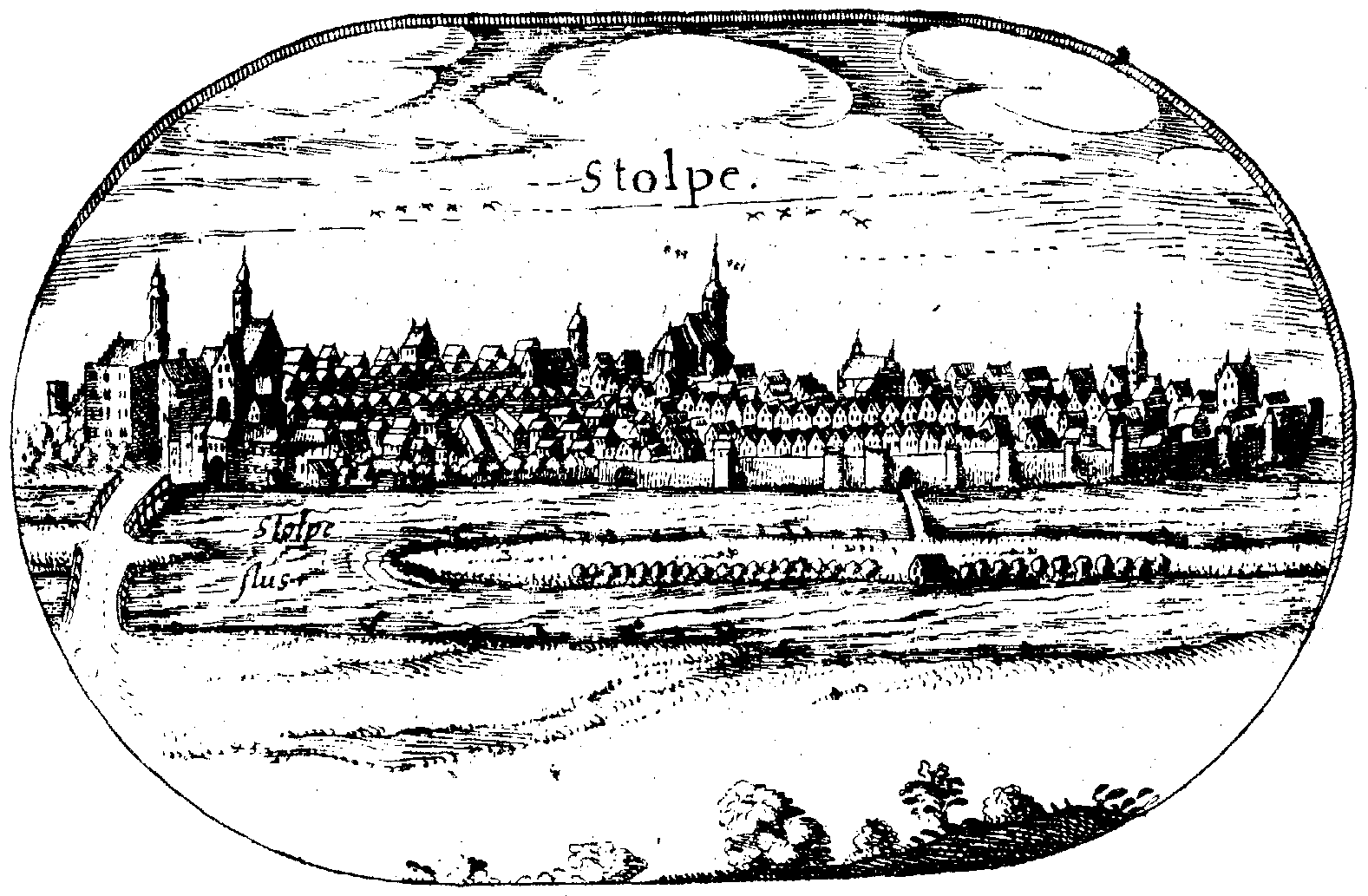
Панорама Слупска с Мариацким костёлом в центре на Карте Померанского герцогства авторства Эйльхарда Любина

Мариацкий костёл, официальное название — Церковь Пресвятой Девы Марии Королевы Розария (пол. Kościół Mariacki, Kościół pw. NMP Królowej Różańca Świętego) — католическая церковь, находящаяся в Слупске, Польша. Церковь внесена в реестр охраняемых памятников Поморского воеводства.

## История
Строительство церкви началось между 1276 и 1280 годах. Первоначальный храм был построен в готическом стиле. В 1350 году этот храм был перестроен. В 1476 году храм значительно пострадал от пожара и был восстановлен в больших формах. В 1803 году была разобрана часовня, находившаяся в северной части храма. В 1853 году происходила реконструкция храма, после которой церковь приобрела современный вид. В 1945 году церковь значительно пострадала после взятия города советскими войсками - была разрушена башня храма.
В 70-х годах планировалось сделать церковь Пресвятой Девы Марии кафедральным собором новой епархии Кошалина-Колобжега.
В 2004 году башни храма были восстановлены в барочном стиле. В 2009 году на башне были установлены часы, которые синхронизированы с колокольным звоном.
В настоящее время в храме находится алтарь и витражи Страстей Христовых в готическом стиле.

## Ссылки

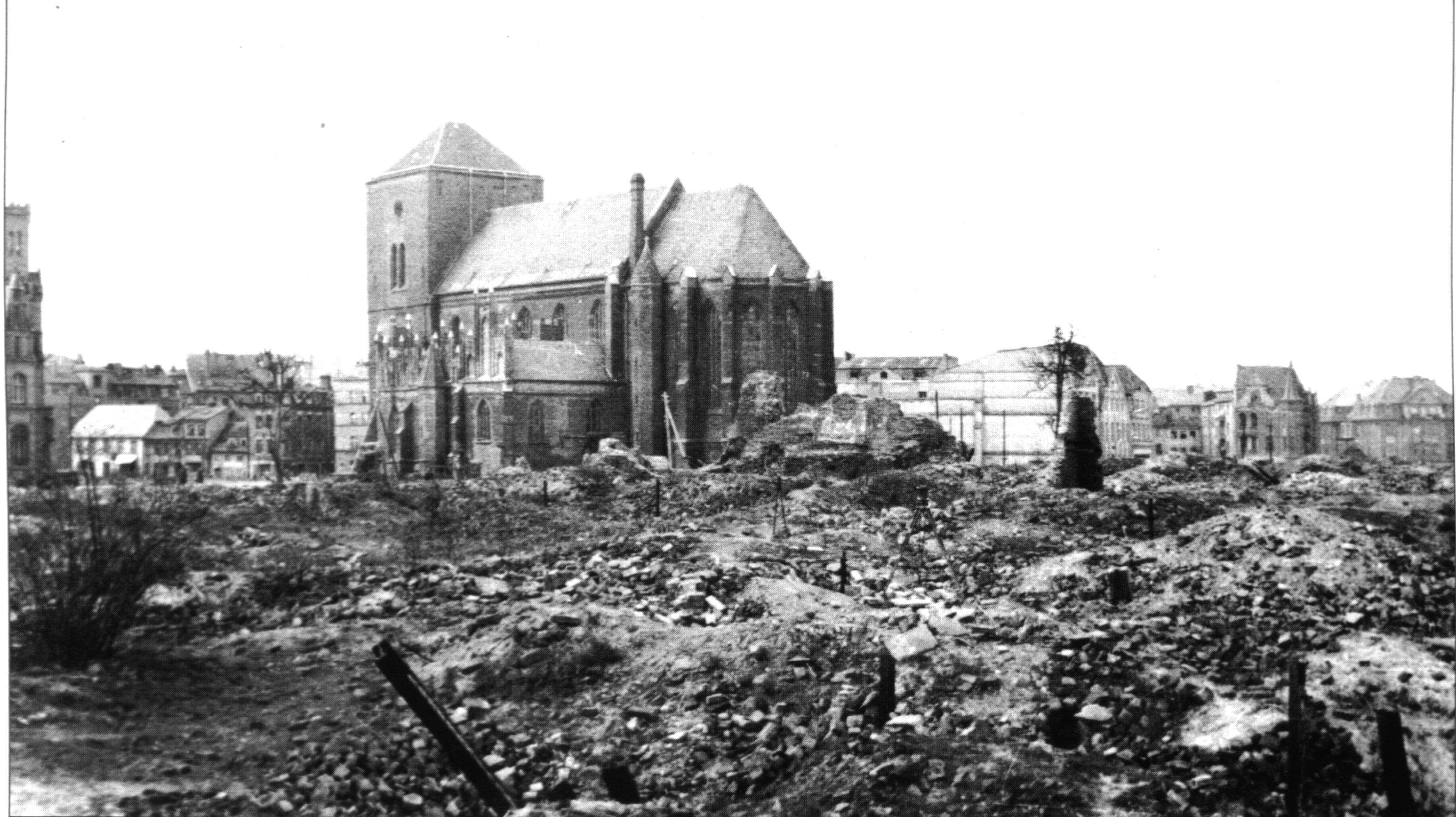
Разрушенный Мариацкий костёл после штурма Слупска советскими войсками